# Riverside (Alabama)
Riverside – miasto w Stanach Zjednoczonych, w stanie Alabama, w hrabstwie St. Clair. W roku 2023 miasto zamieszkiwało 2266 osób, a gęstość zaludnienia wynosiła 82,7 osoby/km².